# Litovci
Litovci (litovsko lietuviai, ednina lietuvis/lietuvė, stara poimeovanja v knjižni slovenščini Litvanci, Litvanka, litvanski) so baltska etnična skupina, katere narodna država je Litva. Znotraj nje živi približno 2.561.300 Litovcev. Diaspora etnične skupine pa vsebuje še okoli milijon pripadnikov, ki prebivajo pretežno v ZDA, Argentini, Braziliji, Kanadi, Kolumbiji, Rusiji, Veliki Britaniji in Irski. Njihov materni jezik je litovščina, eden dveh preživelih članov baltske jezikovne družine. Po popisu, ki je bil izveden leta 2001, se je 83,45 % prebivalcev Litve opredelilo kot Litovci, 6,74 % kot Poljaki, 6,31 % kot Rusi, 1,23 % kot Belorusi in 2,27 % kot pripadniki drugih etničnih skupin. Večina Litovcev je rimokatolikov, medtem ko so Lietuvininkai, ki so pred drugo svetovno vojno živeli v severnem delu Vzhodne Prusije, večinoma evangeličanski luteranci.

## Zgodovina
Ozemlje Baltov, vključno s sodobno Litvo, je bilo nekoč poseljeno z več baltskimi plemeni (Aukštaitianci, Sudovianci, Stari Litovci, Kuronianci, Samogitianci, Selonianci, Semigalianci, Skalvianci, Stari Prusi (Nadruvianci)), kar potrjujejo antični viri in prazgodovinski ostanki. Skozi stoletja, predvsem pa pod Velikim vojvodstvom Litve, so se nekatera od teh plemen združila v litovski narod, predvsem zaradi obrambe pred plenjenjem Tevtonskega viteškega reda in Vzhodnih Slovanov.  
Ozemlje, poseljeno z etničnimi Litovci, se je skozi stoletja krčilo; nekoč so Litovci sestavljali večino prebivalstva ne samo v današnji Litvi, ampak tudi na severozahodu Belorusije, na velikih območjih sodobne Kaliningrajske oblasti Rusije ter v nekaterih delih sodobne Latvije in Poljske.
Vendar pa obstajajo razprave, da litovski jezik ni bil dovolj ugleden v litovski družbi in da je dajanje prednosti poljskemu jeziku na določenih ozemljih Poljsko-litovske skupnosti, ter dajanje prednosti nemškemu jeziku na ozemljih nekdanje Vzhodne Prusije (danes ruska Kaliningradska oblast), povzročilo da se je število litovskih govorcev zmanjšalo. Poznejša okupacija cesarske Rusije je ta proces še pospešila; sledila je politika rusifikacije, ki je vključevala prepoved javnega nastopanja in pisanja v litovščini. Takrat so verjeli, da bo narod skupaj z jezikom v nekaj generacijah izumrl.
Konec 19. stoletja se je zgodil litovski kulturni in jezikovni preporod. Nekateri poljsko in belorusko govoreči iz dežel nekdanjega Velikega vojvodstva Litve so v začetku 20. stoletja izrazili pripadnost sodobnemu litovskemu narodu, med njimi Michał Pius Römer, Stanisław Narutowicz, Oscar Milosz in Tadas Ivanauskas. Litva je razglasila neodvisnost po 1. svetovni vojni, kar je pripomoglo k njeni nacionalni konsolidaciji. Sprejeli so standardiziran litovski jezik. Vendar je vzhodni del Litve, vključno z Vilnskim okrožjem, priključila Poljska, medtem ko je Klajpedsko okrožje leta 1939 prevzela nacistična Nemčija. Leta 1940 je Litvo napadla in okupirala Sovjetska zveza ter jo priključila kot Litovsko SSR. Junija 1941 so Nemci in njihovi zavezniki napadli ZSSR, od 1941–1944 pa je Litvo zasedala Nemčija. Nemci so se leta 1944 umaknili, Litva pa je spet padla pod oblast Sovjetov. Posledica tega je bila, da so bile dolgoletne skupnosti Litovcev v Kaliningrajski oblasti skoraj uničene. 
Litovski narod je kot tak ostal predvsem v Litvi, v nekaj vaseh v severovzhodni Poljski, južni Latviji in tudi kot diaspora izseljencev. Nekateri avtohtoni Litovci so še vedno v Belorusiji in Kaliningrajski oblasti, vendar je njihovo število v primerjavi s preteklostjo majhno. Litva je ponovno pridobila neodvisnost leta 1990, večina držav pa jo je priznala leta 1991. Članica Evropske unije je postala 1. maja 2004. 

## Etnična sestava Litve
Med baltskimi državami ima Litva najbolj homogeno prebivalstvo. Po popisu, ki je bil izveden leta 2001, se je 83,45 % prebivalcev opredelilo kot etnični Litovci, 6,74 % kot Poljaki, 6,31 % kot Rusi, 1,23 % kot Belorusi in 2,27 % kot pripadniki drugih etničnih skupin, kot so Ukrajinci, Judje, Nemci, Tatari, Latvijci, Romi, Estonci, Krimski Karaiti, Skandinavci itd. 

### Kulturne podskupine
Poleg različnih verskih in etničnih skupin, ki trenutno prebivajo v Litvi, tudi Litovci ohranjajo in razlikujejo svojo regionalno identiteto; obstaja 5 zgodovinskih regionalnih skupin: Žemaičiai, Suvalkiečiai, Aukštaičiai, Dzūkai in Prūsai, od katerih je zadnja skoraj izumrla. Prebivalci mest običajno veljajo za Litovce, zlasti to velja za tiste iz velikih mest, kot sta Vilna ali Kaunas. Štiri skupine so razmejene v skladu s tradicijami, narečji in zgodovinskimi razdelitvami, ki so značilne za posamezne regije.  

## Diaspora
Litovska naselja se razprostirajo v sosednje države, ki so zdaj zunaj moderne Litovske države. Na območju Suwałki na Poljskem obstaja majhna litovska skupnost, to je območje, povezano z litovskim pisateljem in klerikom Antanasom Baranauskasom. Čeprav je bila večina litovskih prebivalcev v regiji, ki je bila del Vzhodne Prusije, izgnana ob njihovi priključitvi k Sovjetski zvezi v Kaliningrajsko oblast, so manjše skupine Litovcev pozneje naselile v to območje. 
Poleg tradicionalnih skupnosti v Litvi in sosednjih državah so se Litovci v 19., 20. in 21. stoletju odselili na druge celine. 